# Ducula david
Ducula david ist eine ausgestorbene Taubenart aus der Gattung der Großen Fruchttauben (Ducula), deren subfossile Überreste auf der zu den Wallis-Inseln gehörenden Insel Uvea im Überseegebiet Wallis und Futuna und auf den Inseln ʻEua, Foa und Lifuka im Königreich Tonga gefunden wurden.

## Etymologie
Das Artepitheton david leitet sich von David ab, dem biblischen König, der den Philister Goliat besiegte. Bereits 1859 beschrieb George Robert Gray die Riesenfruchttaube (Ducula goliath), die im Vergleich zu Ducala david kleiner ist und heute noch auf Neukaledonien vorkommt.

## Merkmale
Der Holotypus besteht aus einem Tarsometatarsus, dem der Hypotarsus und das distale Ende 1 cm unterhalb der Gelenkfacette des ersten Mittelfußknochens fehlen. Die innere Gelenkknorre (Cotyle) ist beschädigt. Das als Paratypen gekennzeichnete Material umfasst ein Fragment des linken Coracoids und den vorderen Teil eines linken Schulterblatts.
Ducula david ist neben der ebenfalls ausgestorbenen Taube Ducula lakeba von der Fidschi-Insel Lakeba die größte bekannte fossile Art der Großen Fruchttauben. Die proximale Breite des Tarsometatarsus ist kleiner und die Schaftlänge vom proximalen Ende bis zur Fossa metatarsi I (Knochenmulde) ist relativ kürzer (im Verhältnis zur proximalen Breite) als bei Ducula lakeba, dennoch ist die mittlere Schaftbreite größer als bei D. lakeba. Der Tarsometatarsus ist größer und robuster als bei Ducula goliath und Ducula galeata. Er hat ein gut entwickeltes inneres Gefäßloch (Foramen vasculare), einen kräftigen Schaft und eine sehr gut entwickelte Gelenkfacette des ersten Mittelfußknochens. Die proximalen Gefäßlöcher (Foramina vascularia proximalia) sind weit voneinander getrennt.

## Fundort und Aussterben
Das subfossile Material wurde vom Archäologen Daniel Frimigacci in der archäologischen Fundstelle Utuleve auf Uvea entdeckt. Weiteres dieser Art zugeschriebenes Material wurde von David Steadman auf den Inseln Eua, Foa und Lifuka im Königreich Tonga gefunden. Das stratigraphische Alter der Knochen wird auf den Zeitraum während der Lapita-Kultur 550 bis 50 v. Chr. datiert (2000–2500 BP) und zeigt, dass diese Tauben mit den ersten menschlichen Bewohnern von Uvea koexistiert haben. Das Aussterben von Ducula david ist wahrscheinlich auf Überjagung zurückzuführen und könnte in den ersten Jahrhunderten nach Christus stattgefunden haben.